# Wengi ZH
Wengi, auch Wängi oder Wängibad, ist ein Weiler in der politischen Gemeinde Aeugst am Albis im Bezirk Affoltern des Kantons Zürich in der Schweiz.
Wengi liegt abseits auf einer Hangterrasse südlich von Aeugst im Jonental an der alten Kantonsstrasse von Affoltern am Albis nach Vollenweid.

## Wängibad

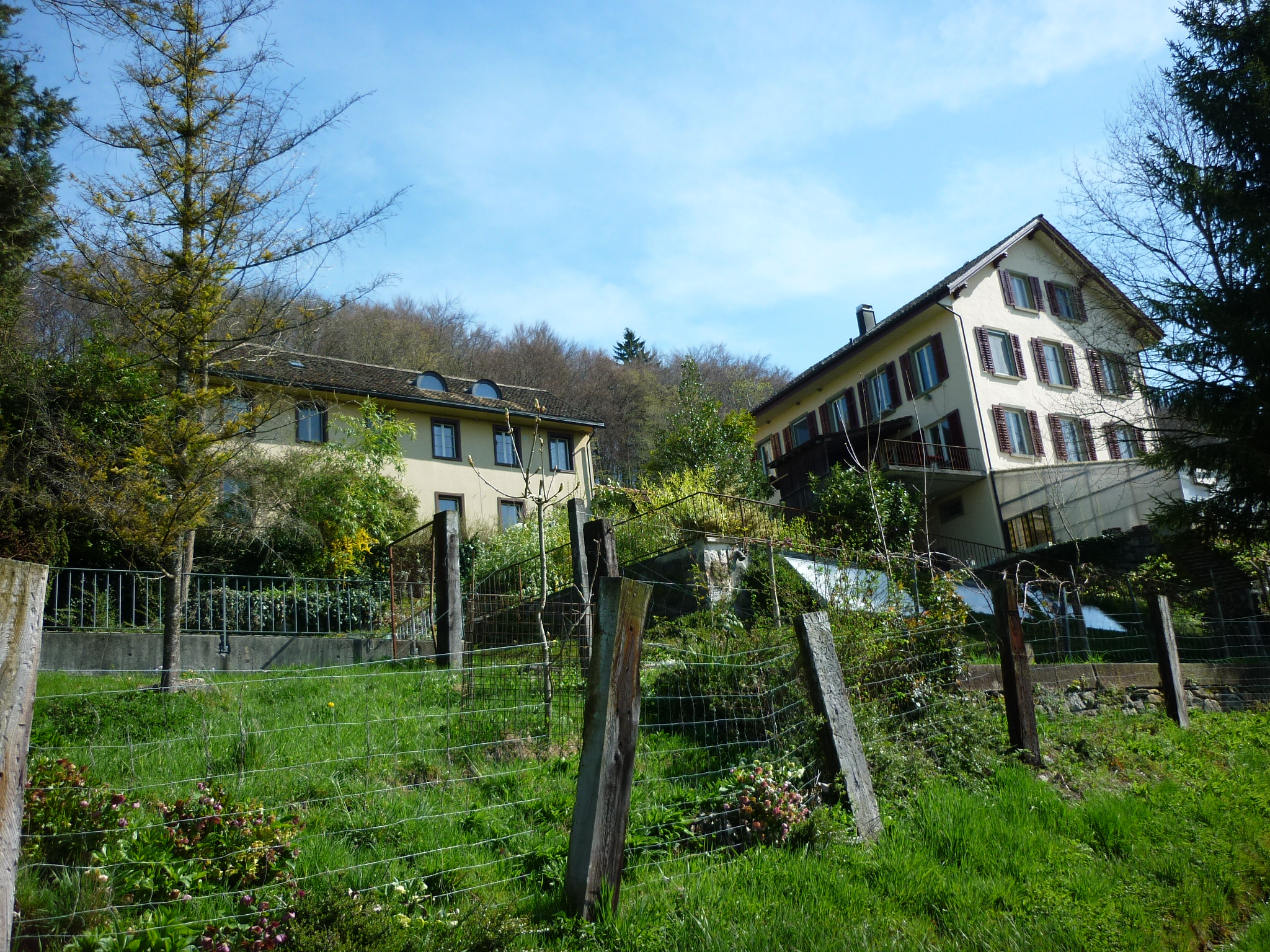
Ehemaliges Kurhaus Wängibad von Süden

Der Weiler Wengi ist eng mit seinem Bad verknüpft, das 1412 erstmals als Wängibad erwähnt wurde und sich bis ins 20. Jahrhundert behaupten konnte. Der Naturforscher Conrad Gessner erwähnte um 1550 das Wasser zu Aeugst und rühmte die Heilung bei Geschwüren.
Im 18. Jahrhundert erwuchs dem Bad Konkurrenz durch grössere Kurorte, mit denen es nicht mithalten konnte. Die Blütezeit des Kurbetriebes erlebte das Wängibad zwischen 1850 und 1914. In den späten 30er-Jahren wurden die Gebäude umfassend renoviert und das Bad blühte auch mit dem Vertrieb von Wängibad-Tafelwasser nochmals auf.
Das 1960 abgebrochene Wirtshaus besass ein jahrhundertealtes Tavernenrecht. Ein Zweig der Familie Spinner führte das Wängibad während 13 Generationen von 1715 bis 1931. Heute wird die Bädertradition mit dem Sonnenbad Schönhalde weitergeführt.